# 藤原諟子
藤原 諟子（ふじわら の ただこ/まさこ/しし、生年不詳 - 長元8年6月21日（1035年7月28日））は、平安時代の女性。花山天皇の女御。

## 略歴
藤原頼忠の娘で母は厳子女王。天元3年（980年）2月25日の夜、著裳の儀式が行われる。永観2年（984年）より承香殿に入り、藤原姚子と同時に花山天皇の女御となった。特別寵愛を受けたわけではないが、終始帝から目をかけられていたと言う。後拾遺和歌集以下の勅撰集に3首の歌が残されている。